# Buchdorf
Buchdorf település Németországban, azon belül Bajorországban. Lakosainak száma 2057 fő (2023. december 31.). Buchdorf Monheim és Daiting községekkel határos.

## Népesség
A település népessége az elmúlt években az alábbi módon változott:
| Lakosok száma | 997  | 1271 | 1162 | 1303 | 1641 | 1692 | 1762 | 1777 | 1915 | 2057 |
|               | 1875 | 1950 | 1975 | 1987 | 2012 | 2014 | 2016 | 2017 | 2021 | 2023 |